# Cue-bod
Met een Cue-bod of kortweg 'cue' wordt bij bridge een bod in een door de tegenstanders getoonde kleur aangeduid.
Het is een conventioneel bod omdat een fit in de kleur van de tegenstanders zeer onwaarschijnlijk is. Met lengte in de kleur van de tegenstander(s) zal eerder voor straf gedoubleerd of, wanneer een doublet informatief is, gepast worden.
Daarmee is het ook een forcerend bod en geeft het in het algemeen een sterke hand aan, de partner mag immers niet passen zelfs niet met 0 punten.
De volgende situaties worden onderscheiden:
- Directe cue, bijvoorbeeld 1♠-2♠.
Dit geeft een zeer sterke, bijna mancheforcing hand aan, maar die ongeschikt is om te doubleren. Je wilt niet dat je partner het doublet converteert. In de praktijk komen deze handen zo weinig voor dat veel paren een andere betekenis zoals Ghestem of Michaels cue-bid verkiezen.
- Directe cue met sprong, bijvoorbeeld 1♠-3♠.
Dit geeft een soortgelijke hand aan als een Gambling 3SA.
- Cue na partners informatiedoublet, bijvoorbeeld 1♠-doublet-pas-2♠.
Dit geeft ten minste openingskracht aan en maakt het bieden meestal mancheforcing.
- Cue na volgbod van tegenstanders, bijvoorbeeld 1♠-2♣-3♣
Dit geeft een fit aan en is, afhankelijk van wat het paar heeft afgesproken over 2♠ en 3♠ in deze situatie, ten minste inviterend of mancheforcing.
- Cue met sprong na volgbod van tegenstanders, bijvoorbeeld 1♠-2♣-4♣
Dit geeft een mancheforcing (of betere) fit aan en een splinter (singleton of renonce).
- Uitgestelde cue, bijvoorbeeld
1♠-2♣-doublet-pas
2♦-pas-3♣
Dit wordt in het algemeen gebruikt om een stop te vragen voor een 3SA-contract.